# Aleksandr Vorónin
Aleksandr Vorónin (en rus Александр Воронин) va ser un ciclista soviètic que s'especialitzà en el ciclisme en pista. Va guanyar una medalla de plata al Campionat del món de tàndem fent parella amb Vladímir Semenets, i només superats a la final per l'equip txecoslovac format per Vladimír Vačkář i Miloslav Vymazal.